# Célina Hangl
Célina Hangl (* 26. September 1989) ist eine ehemalige Schweizer Skirennfahrerin. Sie stammt aus Samnaun, gehörte zuletzt dem B-Kader von Swiss-Ski an und war auf die Disziplinen Slalom und Riesenslalom spezialisiert.

## Biografie
Die Nichte von Weltmeister Martin Hangl und von dessen Bruder Marco Hangl bestritt im Dezember 2004 erstmals FIS-Rennen. Einen Monat später erfolgte der erste Einsatz im Europacup. Bei den Junioren-Weltmeisterschaften 2006 wurde sie im Slalom Zehnte, 2007 Sechste. Bei den Junioren-Weltmeisterschaften 2008 gewann sie die Silbermedaille. Während der Europacup-Saison 2006/07 gewann sie zwei Rennen und erreichte damit den zweiten Platz in der Slalomwertung sowie den sechsten Platz in der Gesamtwertung.
Am 29. Dezember 2006 fuhr Hangl in Semmering erstmals in einem Weltcup-Slalom. Ihre ersten Weltcuppunkte gewann sie am 9. Dezember 2007, als sie im Slalom in Aspen Platz 13 erreichte. Bis jetzt ist dies ihr bestes Ergebnis. Im September 2008 erlitt Hangl im Sommertrainingslager in Neuseeland einen Schienbeinbruch, weshalb sie die gesamte Saison 2008/09 verpasste. In der Saison 2009/10 bestritt sie vier Weltcuprennen, konnte sich aber nie für den zweiten Durchgang qualifizieren.
Nach einem verhaltenen Saisonbeginn fuhr Hangl am 4. Februar 2011 im Slalom von Zwiesel auf den 17. Platz und holte damit nach fast drei Jahren wieder Weltcuppunkte. Am 13. Oktober 2011 erlitt Hangl wieder eine schwere Verletzung: Bei den in Saas-Fee vorgenommenen internen Ausscheidungsläufen zum Weltcupauftakt 2011/12 zog sie sich einen Kreuzbandriss im rechten Knie zu, weshalb sie erneut eine volle Saison pausieren musste.
Am 16. Juli 2013 gab die Athletin ihren Rücktritt vom Leistungssport bekannt.

## Erfolge

### Juniorenweltmeisterschaften
- Québec 2006: 10. Slalom, 31. Riesenslalom
- Flachau 2007: 6. Slalom, 29. Riesenslalom
- Formigal 2008: 2. Slalom

### Weltcup
- 4 Platzierungen unter den besten 20

### Europacup
- Saison 2006/07: 8. Gesamtwertung, 2. Slalomwertung
- 5 Podestplätze, davon 4 Siege (alle im Slalom)

### Weitere Erfolge
- 5 Siege bei FIS-Rennen